# Saint-Beauzély
Saint-Beauzély település Franciaországban, Aveyron megyében. Lakosainak száma 575 fő (2022. január 1.). Saint-Beauzély Castelnau-Pégayrols, Millau, Saint-Laurent-de-Lévézou, Saint-Léons, Verrières és Curan községekkel határos.

## Népesség
A település népessége az elmúlt években az alábbi módon változott:
| Lakosok száma | 439  | 422  | 487  | 514  | 556  | 573  | 596  | 616  | 624  | 575  |
|               | 1968 | 1982 | 1990 | 2006 | 2013 | 2015 | 2017 | 2019 | 2020 | 2022 |